# Cmentarz rzymskokatolicki w Zawierciu
Cmentarz rzymskokatolicki w Zawierciu – istniejący od 1903 roku cmentarz, znajdujący się w Zawierciu przy ulicy Cmentarnej. Administratorem obiektu jest parafia Świętych Apostołów Piotra i Pawła.

## Historia
Powstanie cmentarza jest ściśle związane z budową kościoła Świętych Apostołów Piotra i Pawła. Starania o budowę cmentarza rozpoczęły się w 1900 roku, kiedy to za sześć tysięcy rubli zakupiono sześć mórg ziemi od właściciela Kromołowa, Salomona Habermana. Autorem planu cmentarza został B. Malinowski. 5 listopada 1901 roku rozpoczęły się prace przy budowie cmentarza, które trwały do 23 września 1903 roku. W październiku 1903 roku cmentarz został poświęcony i rozpoczął przyjmowanie pochówków. Cmentarz posiadał jedną bramę, od której prowadziła aleja główna, dzieląca obiekt na dwie połowy. Pierwszymi pochowanymi byli Honorata Baltet, Michał Misioł i Marianna Lendor. W okresie I wojny światowej na cmentarzu pochowano 127 żołnierzy.
W związku ze zwiększeniem liczby mieszkańców Zawiercia, w maju 1920 roku została podjęta uchwała o powiększeniu cmentarza o dodatkowe dziesięć mórg gruntu od Habermanów. Do nowego terenu dobudowano drugą bramę oraz poprowadzono II aleję. W latach 1931–1932 ogrodzono cmentarz murem z betonu. W 1934 roku Stanisław Holenderski ufundował budowę kaplicy cmentarnej według projektu Stefana Wąsa. Budowa kaplicy została ukończona w lipcu, a poświęcona 12 września przez bpa Teodora Kubinę.
W 1925 roku przy II bramie powstał Pomnik Poległym Żołnierzom. Pomnik został wybudowany przez braci Trembeckich według projektu Jana Raszki i upamiętnia 53 żołnierzy poległych w latach 1914–1920.

## Cmentarz poewangelicki
Cmentarz ewangelicko-augsburski, graniczący bezpośrednio w cmentarzem rzymskokatolickim powstał prawdopodobnie na początku XX wieku, po oddaniu do użytku kościoła w 1899 roku. Obiekt miał powierzchnię 2592 m². Podczas II wojny światowej cmentarz został zdewastowany, a po wojnie przejęty przez Dom Rzemiosł Różnych. W związku ze znacznym spadkiem wyznawców odłamu ewangelicko-augsburskiego w Zawierciu oraz erygowaniem w sąsiedztwie cmentarza parafii Najświętszej Maryi Panny Królowej Polski (1957 rok), w 1976 roku podpisano protokół, w myśl którego kościół ewangelicko-augsburski zrzekł się terenu cmentarza na rzecz Skarbu Państwa. 17 marca 1980 roku prezydent Zawiercia Maria Gajecka przekazała tereny cmentarza parafii Najświętszej Maryi Panny Królowej Polski z przeznaczeniem na cmentarz rzymskokatolicki.

## Pochowani
- Marian Bartolewski (1914–1970) – działacz sportowy
- Maria Gajecka (1922–1991) – naczelnik i prezydent Zawiercia, posłanka na Sejm PRL
- Stanisław Holenderski (1871–1940) – przemysłowiec, filantrop
- Czesław Kowalski (1890–1945) – starosta zawierciański, prezydent Zawiercia
- Jan Łakota (1881–1952) – poseł na Sejm II RP
- Helena Malczewska (1869–1936) – działaczka społeczna
- Jan Pilch (1907–1967) – prezydent Zawiercia
- Stanisław Pasierbiński (1877–1961) – farmaceuta, działacz społeczny i niepodległościowy
- Stanisław Rączka (1893–1971) – kompozytor, dyrygent
- Stefan Smak (1913–1985) – historyk literatury
- Zygmunt Sowiński (1892–1945) – poseł na Sejm II RP
- Teodor Stosik (1889–1942) – żołnierz, działacz konspiracyjny
- Andrzej Stróżecki (1937–2016) – działacz turystyczny
- Bolesław Wajzler (1881–1941) – ksiądz, działacz społeczny
- Stanisław Wencel (1913–1967) – żołnierz, działacz kombatancki
- Franciszek Zientara (1862–1938) – ksiądz, pierwszy proboszcz parafii Świętych Apostołów Piotra i Pawła w Zawierciu
- Władysław Żuk (1919–2016) – więzień obozów koncentracyjnych, honorowy obywatel Zawiercia